# Thế kỷ 9
Thế kỷ 9 là khoảng thời gian tính từ năm 801 đến hết năm 900, nghĩa là bằng 100 năm, trong lịch Gregory.

## Sự kiện
Cuối thế kỉ thứ 9, nhà Đường suy yếu.